# Friedrich Jacob Bast
Pour les articles homonymes, voir Bast.
 Friedrich Jacob Bast, né à Buschwiller le 16 mars 1771 et mort à Paris le 13 novembre 1811, est un diplomate et helléniste alsacien, français d'expressions allemande et française.

## Carrière
Il fait ses études à Iéna et est conservateur de la bibliothèque de Darmstadt. Il est secrétaire de la légation à Vienne et participe au congrès de Rastadt. Outre un commentaire sur le Banquet de Platon, on lui doit des traductions en français de plusieurs textes du philologue et archéologue Karl August Böttiger.

## Principales publications
- (de) Kritischer Versuch über den Text des platonischen Gastmahls, nebst einer beurtheilenden Anzeige merkwürdiger Lesarten aus den drey Handschriften der k. k. Hofbibliothek zu Wien (1794). Essai critique sur le texte du Banquet de Platon.
- (fr) Lettre critique de F.-J. Bast à M. J.-F. Boissonade, sur Antoninus Liberalis, Parthenius et Aristénète (1805)
- (la) Gregorii Corinthii et aliorum grammaticorum Libri de dialectis linguae graecae ; quibus additur nunc primum editus Manuelis Moschopuli Libellus de vocum passionibus. Recensuit et cum notis Gisb. Koenii, Fr. Jac. Bastii, Jo. Franc. Boissonadi suisque edidit Godofr. Henr. Schaefer. Accedit Fr. Jac. Bastii commentatio palaeographic (1811). Grégoire Pardos, archevêque de Corinthe.